# 香菱 (原神)
香菱是米哈遊開發電子遊戲《原神》中的虛構角色，為2020年遊戲公測後首批可玩角色之一。她是璃月的餐廳「萬民堂」的跑堂兼大廚。香菱的中文配音為小N，日文配音為小澤亞李，韓文配音為尹娥煐，英文配音為賈姬·拉斯特拉。

## 創作及設計
香菱是2019年6月《原神》內測期間推出的11位可操作角色之一。2020年5月，米哈遊公佈了關於香菱的角色演示視頻「萬民堂大廚·香菱」，視頻中透露了香菱是璃月港的廚師，喜歡外出收集食材。在製作組的設定中，她是一個使用長柄武器的火元素角色，擅長烹飪辛辣的食材。她擁有一個名為「鍋巴」的夥伴，鍋巴能進行噴火攻擊，幫助香菱點燃用於烹飪的火堆或者攻擊敵人，她是餐廳萬民堂店主卯師傅的女兒。她的服飾並不像傳統的廚師服，她穿著主色為棕和金色的類韻律服，身後繫著帶有金色鈴鐺的紅色緞帶，腰間一條金色腰帶，腰帶上繫有神之眼和她的夥伴鍋巴，髮型最大的特征是盤成像熊貓耳朵的辮子。香菱的夥伴鍋巴在內測時期是熊貓的形象，公測之後改為成棕和金配色，背部有遊戲中象征火和土元素的花紋。在2021年遊戲活動「逐月節」劇情中揭露了鍋巴的身份，過去他是璃月地區的神明「灶神」，在神魔大戰後耗盡神力重建璃月，導致失去記憶和力量。他隱匿在山林中沉睡數千年，一天被香菱做的窩頭氣味吸引，之後就跟著香菱身邊，名字源於香菱喜歡的食品鍋巴。
香菱是玩家能在遊戲中免費入手的角色之一，玩家會在關於烹飪的支線劇情中首次和香菱相遇，在完成「深境螺旋」第三層第三間後就能讓香菱加入隊伍。在2021年遊戲活動「逐月節」中，製作組也設計了一些玩家和香菱互動的劇情和故事。同年11月，香菱第二次生日的官方賀圖中，製作組也加入了回顧角色傳說任務劇情的彩蛋。

## 作品中表現

### 角色故事
香菱出身廚師世家，家族在璃月港經營餐廳「萬民堂」多年，在當地頗有名氣。過去璃月當地兩大菜系「璃菜」和「月菜」互相爭鬥，壟斷了當地各類珍稀食材，神仙打架下，萬民堂一眾小店只能艱苦經營。香菱在學廚時，嘗試使用冷門的食材烹飪菜餚，力求在傳統的食譜中突破。為此香菱四處冒險，尋覓各類食材，使用史萊姆等「特殊食材」進行料理，最後也做出一批口味獨特的美味招牌菜，萬民堂也因此吸引一些食客專門來訪一嘗香菱廚藝。

### 角色玩法
香菱是玩家能免費入手的角色之一，不同於其他免費角色是隨著遊戲劇情推進自動加入玩家隊伍，玩家需要完成一些挑戰才能讓香菱加入隊伍。玩家在冒險等階達20級時會開啟「深淵螺旋」系統，深淵螺旋中設計有大量關卡，每個關卡需要完成限時消滅一群怪物的挑戰，在完成第三層第三間後才能獲得香菱。玩家也可以在遊戲中透過祈願的方式讓香菱加入隊伍，又或者在2021年2月和2022年1月的遊戲活動「海燈節」中達成某些條件直接邀約香菱加入隊伍。香菱在遊戲中定位是進攻型角色，她可以進行連續五段的普通攻擊，連擊和重擊能造成較大的傷害輸出。元素戰技是召喚鍋巴進行火元素攻擊，元素戰技和元素爆發的效果不受切換隊友影響，可以配合隊友的元素技能，使用元素反應機制，對敵人造成更大的傷害輸出。

## 反響及評價
香菱是《原神》內測時期最熱門的角色，她也是遊戲公測以來，玩家在遊戲中最常使用的角色之一。香菱與遊戲中的行秋、重雲和班尼特能組成能力較為全面、適應力強、培養成本低的隊伍，這個組合在中國大陸玩家間稱為「國家隊」。在角色玩法方面，遊戲媒體普遍認為香菱是玩家能免費入手的角色中最好的。17173網的編輯認為香菱的普通攻擊傷害輸出效率很高，技能設計很不錯，「特别是元素战技召唤锅巴不但技能效果本身非常给力，而且其持续存在的特点也特别适合触发元素反应」，角色「养成容易，上限虽无力但副C能力强悍」。遊戲日報的編輯南山虎評論香菱通常定位為進攻輔助，但是配合「國家隊」一類的隊伍組合，香菱也能作為進攻主力。Rock, Paper, Shotgun評論員認為香菱足夠強大，角色的理想定位為進攻輔助，但是也可以作為隊伍中的進攻主力。香菱的命座主要提升角色的元素攻擊，這是她最大的優勢，值得玩家培養角色到全命座。PC Gamer的斯泰西·亨利認為香菱的爆發力很強，角色的優勢在於其技能配合其他角色一起使用，就能創造強大的元素反應組合。Game Rant的指出香菱的輔助能力也很多，命座培養到最大時有增益給隊伍提升15%的火元素攻擊，鍋巴在釋放技能之後留下的辣椒在拾取後也能帶來攻擊增益。Screen Rant的認為香菱能成為玩家在遊戲中強大的助力，他推薦玩家在開啟「深淵螺旋」後就去完成挑戰入手香菱。麗娜·哈森給予香菱極高的評價，香菱是新人玩家可以入手最好的角色之一，角色耗費的培養資源很少，只需要加強角色的火元素傷害和元素能量回復速度，就能不斷利用元素反應機制造成大量傷害輸出。角色設計方面，漫畫書資源網的評論員表示香菱是遊戲裡喜歡烹飪的角色中最突出的，她樂觀又熱情的性格極具感染力。

## 外部連結
- YouTube上的「火元素之章」- 萬民堂大廚·香菱｜原神